# Радослав Раденковић
Радослав Раденковић (Плужина, код Сврљига, 18. октобар 1933 — Ниш, 11. април 2007) био је српски књижевник, уредник листова и професор универзитета.

## Живот
Основну школу завршио је у родном месту, средњу и Вишу педагошку у Нишу и дипломирао на Групи за југословенску књижевност и српскохрватски језик Филолошког факултета у Београду. Докторирао је на Филозофском факултету у Приштини 1984. обрадивши тему „Народне приповетке југоисточне Србије“. Радио је у више предузећа и установа у Сврљигу и Нишу, био професор у Грађевинској школи и, потом, до пензионисања, на филозофским факултетима у Нишу и Приштини предавао народну књижевност.
Писао је поезију, приповетке и књижевну критику, бавио се проучавањем народне књижевности. Радове је објављивао у бројним листовима и часописима. Заступљен је у антологији сељака песника „Орфеј међу шљивама“ Драгише Витошевића, 1962. још на почетку свог бављења књижевношћу.

## Дела

### Песме
- Ватраље, Градина, Ниш, 1978;
- Друга врата, Градина, Ниш, 1982;
- Небеске промаје, Ниш, 2006;

### Приповетке
- Уклета земља, Ниш, 2006;

### Записи
- Казивања о нечастивим силама, Филозофски факултет, Ниш,